# 質問本草
《質問本草》是一部18世紀的醫書，作者是琉球國的吳繼志，撰成于1789年（清朝乾隆五十四年，日本宽政元年）。
吳繼志採集並種植琉球各島的植物，向琉球和清朝学者鑒定與請教，才得以撰成此書。
全書分三篇，共九卷，收錄160種藥材圖鑒。其中内篇四卷，收錄藥材41種，外篇四卷，收錄藥材97種，附錄一卷，收錄藥材22種。除詳細記載有藥材的形態和藥用外，還繪有插圖。